# Sobarocephala humeralis
Sobarocephala humeralis är en tvåvingeart som beskrevs av Axel Leonard Melander och Argo 1924. Sobarocephala humeralis ingår i släktet Sobarocephala och familjen träflugor.
Artens utbredningsområde är Costa Rica. Inga underarter finns listade i Catalogue of Life.